# Louis Antoine Richild, baron Grivel
Pour les articles homonymes, voir Grivel.
Louis Antoine Richild, baron Grivel (Brest, 30 janvier 1827-Dakar, 24 janvier 1883), est un officier de marine et historien de la marine français. 

## Biographie
Fils de Jean-Baptiste Grivel, il entre à l'École navale en novembre 1840 et en sort aspirant de 1re classe en novembre 1844. Il embarque alors sur l' Alcmène en Extrême-Orient puis sur la Sirène (1845) et est promu enseigne de vaisseau en mars 1846.
En 1847, il sert sur la Poursuivante à la station de la côte occidentale d'Afrique comme aide de camp de l'amiral de Tromelin puis revient en France en mars 1851. 
Lieutenant de vaisseau (septembre 1851) à Toulon en escadre d'évolutions sur l' Henri-IV, il est ensuite aide de camp de l'amiral Hamelin sur le Ville-de-Paris et est blessé le 17 octobre 1854 à Sébastopol. Il rédige alors un mémoire comparatif sur les artilleries navales française et anglaise qui lui vaut les félicitations du ministre (1855). Il traduit aussi comme secrétaire de la Commission de révision de la tactique navale, des ouvrages britanniques sur le sujet. 
De 1856 à 1858, il commande le Brandon en Méditerranée et se distingue en sauvant deux bâtiments anglais et un voilier marseillais en difficulté sur les côtes grecques. 
Aide de camp de l'amiral Bouët-Willaumez sur le Mogador (1859) il prend part à la campagne d'Italie en Adriatique et est promu capitaine de frégate en juillet 1860. Chef d'état-major à la station d'Islande sur l' Artémise (1860), second du vaisseau-école de canonnage Louis-XIV à Brest (1861-1863), il préside une commission d'établissement d'un code international de signaux (1864) puis est de nouveau aide de camp de Bouët-Willaumez sur la Ville-de-Paris et sur le Solférino en escadre d'évolutions (1864-1865). 
Commandant du Caton en Méditerranée (1865-1867), capitaine de vaisseau (mars 1868), il commande à Cherbourg l' Océan puis la Surveillante (1870) dans l'escadre devant bloquer les côtes prussiennes de la Baltique et de la mer du Nord et est envoyé ensuite à la majorité de Brest où le croiseur Châteaurenault lui est confié (février 1875) ainsi que la station du Levant. Il doit alors intervenir à Salonique après le meurtre du consul de France Jules Moulin.
Contre-amiral (octobre 1878), nommé major-général à Cherbourg (février 1879), membre du Conseil d'Amirauté (5 octobre 1880) auprès du Ministre de la Marine, Georges Cloué, il commande en mars 1881 la division navale de l'Atlantique Sud avec pavillon sur la Pallas à bord duquel il meurt le 24 janvier 1883 en rade de Dakar.

## Œuvres
On lui doit de nombreuses études dont :
- Essai sur l'organisation des équipages de la flotte par spécialités (1851)
- Attaques et bombardements maritimes, Sébastopol, Sweaborg, Bomarsund, Kinburn (1857)
- Siège de Malte par les Turcs en 1565 (1860)
- La Guerre des côtes (1864)
- De la guerre maritime. Attaque et défense avant et depuis les nouvelles inventions (1869)
- De la mission militaire et du nouveau programme de la flotte (1874).

## Récompenses et distinctions
- Chevalier (décembre 1854), Officier (16 août 1864) puis Commandeur de la Légion d'Honneur (18 juillet 1876)
- Officier de dernière classe de l'Ordre du Médjidié (1855) (à la suite de la campagne de Crimée)
- Médaille de Crimée avec agrafe Sébastopol (à la suite de la campagne de Crimée)
- Chevalier de l'Ordre du Mérite de Savoie (à la suite de la campagne d'Italie)
- Médaille d'Italie (à la suite de la campagne d'Italie)
- Une rue de Brest et un boulevard de Brive-la-Gaillarde portent son nom.